# Tour de France 2017

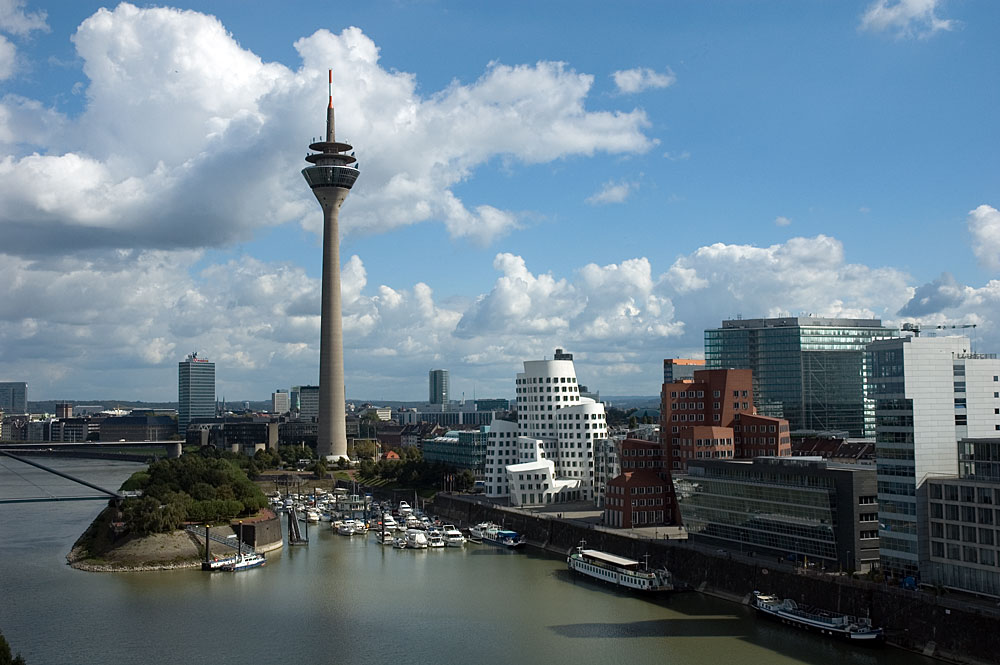
Velký start závodu (Grand Départ) hostil německý Düsseldorf

Tour de France 2017 byl 104. ročníkem nejslavnějšího cyklistického závodu světa – Tour de France. Takzvaný Grand Départ neboli velký start začal časovkou 1. července v Düsseldorfu a skončil 23. července 2017 na Champs-Élysées v Paříži. Do závodu nastoupilo celkem 198 jezdců z 22 týmů.

## Trať

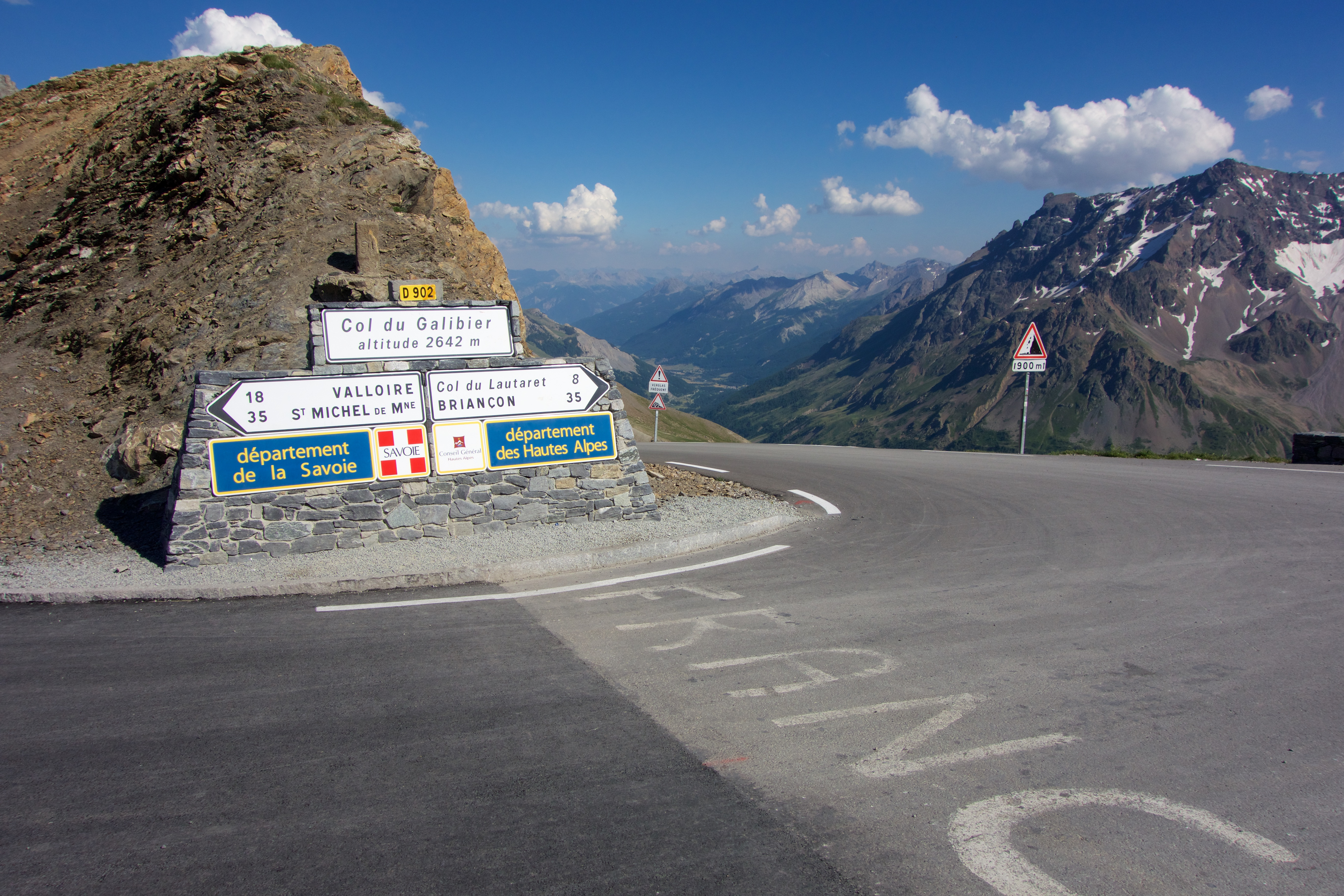
Nejvyšší bod závodu byl na Col du Galibier ve výšce 2642 m n. m.

| Etapa | Datum        | Trasa                                      | Vzdálenost          | Typ                 | Typ                  | Vítěz                |
| ----- | ------------ | ------------------------------------------ | ------------------- | ------------------- | -------------------- | -------------------- |
| 1     | 1. července  | Düsseldorf (Německo)                       | 13 km (8 mi)        |                     | Individuální časovka | Geraint Thomas       |
| 2     | 2. července  | Düsseldorf – Lutych (Belgie)               | 202 km (126 mi)     |                     | Rovinatá etapa       | Marcel Kittel        |
| 3     | 3. července  | Verviers (Belgie) – Longwy                 | 202 km (126 mi)     |                     | Zvlněná etapa        | Peter Sagan          |
| 4     | 4. července  | Mondorf-les-Bains (Lucembursko) – Vittel   | 203 km (126 mi)     |                     | Rovinatá etapa       | Arnaud Démare        |
| 5     | 5. července  | Vittel – Planina krásných dívek            | 160 km (99 mi)      |                     | Kopcovitá etapa      | Fabio Aru            |
| 6     | 6. července  | Vesoul – Troyes                            | 216 km (134 mi)     |                     | Rovinatá etapa       | Marcel Kittel        |
| 7     | 7. července  | Troyes – Nuits-Saint-Georges               | 214 km (133 mi)     |                     | Rovinatá etapa       | Marcel Kittel        |
| 8     | 8. července  | Dole (Jura) – Station des Rousses          | 187 km (116 mi)     |                     | Kopcovitá etapa      | Lilian Calmejane     |
| 9     | 9. července  | Nantua – Chambéry                          | 181 km (112 mi)     |                     | Horská etapa         | Rigoberto Uran       |
|       | 10. července | Dordogne                                   | Dordogne            |                     | Den odpočinku        | Den odpočinku        |
| 10    | 11. července | Périgueux – Bergerac                       | 178 km (111 mi)     |                     | Rovinatá etapa       | Marcel Kittel        |
| 11    | 12. července | Eymet – Pau                                | 202 km (126 mi)     |                     | Rovinatá etapa       | Marcel Kittel        |
| 12    | 13. července | Pau – Peyragudes                           | 214 km (133 mi)     |                     | Horská etapa         | Romain Bardet        |
| 13    | 14. července | Saint-Girons – Foix                        | 100 km (62 mi)      |                     | Horská etapa         | Warren Barguil       |
| 14    | 15. července | Blagnac – Rodez                            | 181 km (112 mi)     |                     | Zvlněná etapa        | Michael Matthews     |
| 15    | 16. července | Laissac-Sévérac-l'Église – Le Puy-en-Velay | 189 km (117 mi)     |                     | Kopcovitá etapa      | Bauke Mollema        |
|       | 17. července | Le Puy-en-Velay                            | Le Puy-en-Velay     |                     | Den odpočinku        | Den odpočinku        |
| 16    | 18. července | Le Puy-en-Velay – Romans-sur-Isère         | 165 km (103 mi)     |                     | Rovinatá etapa       | Michael Matthews     |
| 17    | 19. července | La Mure – Serre Chevalier                  | 183 km (114 mi)     |                     | Horská etapa         | Primož Roglič        |
| 18    | 20. července | Briançon – Col d'Izoard                    | 178 km (111 mi)     |                     | Horská etapa         | Warren Barguil       |
| 19    | 21. července | Embrun – Salon-de-Provence                 | 220 km (137 mi)     |                     | Zvlněná etapa        | Edvald Boasson Hagen |
| 20    | 22. července | Marseille                                  | 23 km (14 mi)       |                     | Individuální časovka | Maciej Bodnar        |
| 21    | 23. července | Montgeron – Paříž (Champs-Élysées)         | 105 km (65 mi)      |                     | Rovinatá etapa       | Dylan Groenewegen    |
|       | Celkem       | Celkem                                     | 3 516 km (2 185 mi) | 3 516 km (2 185 mi) | 3 516 km (2 185 mi)  | 3 516 km (2 185 mi)  |

## Držení trikotů
| Etapa               | Vítěz etapy          | Celková klasifikace              | Bodovací soutěže                  | Vrchařská soutěž                | Mladý jezdec             | Soutěž týmů          | Nejaktivnější jezdec                |
| ------------------- | -------------------- | -------------------------------- | --------------------------------- | ------------------------------- | ------------------------ | -------------------- | ----------------------------------- |
| 1                   | Geraint Thomas       | Geraint Thomas                   | Geraint Thomas                    | žádné ocenění                   | Stefan Küng              | Team Sky             | žádné ocenění                       |
| 2                   | Marcel Kittel        | Geraint Thomas                   | Marcel Kittel                     | Taylor Phinney                  | Stefan Küng              | Team Sky             | Yoann Offredo                       |
| 3                   | Peter Sagan          | Geraint Thomas                   | Marcel Kittel                     | Nathan Brown                    | Pierre Latour            | Team Sky             | Lilian Calmejane                    |
| 4                   | Arnaud Démare        | Geraint Thomas                   | Arnaud Démare                     | Nathan Brown                    | Pierre Latour            | Team Sky             | Guillaume Van Keirsbulck            |
| 5                   | Fabio Aru            | Chris Froome                     | Arnaud Démare                     | Fabio Aru                       | Simon Yates              | Team Sky             | Philippe Gilbert                    |
| 6                   | Marcel Kittel        | Chris Froome                     | Arnaud Démare                     | Fabio Aru                       | Simon Yates              | Team Sky             | Vegard Stake Laengen                |
| 7                   | Marcel Kittel        | Chris Froome                     | Marcel Kittel                     | Fabio Aru                       | Simon Yates              | Team Sky             | Dylan van Baarle                    |
| 8                   | Lilian Calmejane     | Chris Froome                     | Marcel Kittel                     | Lilian Calmejane                | Simon Yates              | Team Sky             | Lilian Calmejane                    |
| 9                   | Rigoberto Uran       | Chris Froome                     | Marcel Kittel                     | Warren Barguil                  | Simon Yates              | Team Sky             | Warren Barguil                      |
| 10                  | Marcel Kittel        | Chris Froome                     | Marcel Kittel                     | Warren Barguil                  | Simon Yates              | Team Sky             | Élie Gesbert                        |
| 11                  | Marcel Kittel        | Chris Froome                     | Marcel Kittel                     | Warren Barguil                  | Simon Yates              | Team Sky             | Maciej Bodnar                       |
| 12                  | Romain Bardet        | Fabio Aru                        | Marcel Kittel                     | Warren Barguil                  | Simon Yates              | Team Sky             | Steve Cummings                      |
| 13                  | Warren Barguil       | Fabio Aru                        | Marcel Kittel                     | Warren Barguil                  | Simon Yates              | Team Sky             | Alberto Contador                    |
| 14                  | Michael Matthews     | Chris Froome                     | Marcel Kittel                     | Warren Barguil                  | Simon Yates              | Team Sky             | Thomas De Gendt                     |
| 15                  | Bauke Mollema        | Chris Froome                     | Marcel Kittel                     | Warren Barguil                  | Simon Yates              | Team Sky             | Bauke Mollema                       |
| 16                  | Michael Matthews     | Chris Froome                     | Marcel Kittel                     | Warren Barguil                  | Simon Yates              | Team Sky             | Sylvain Chavanel                    |
| 17                  | Primož Roglič        | Chris Froome                     | Michael Matthews                  | Warren Barguil                  | Simon Yates              | Team Sky             | Alberto Contador                    |
| 18                  | Warren Barguil       | Chris Froome                     | Michael Matthews                  | Warren Barguil                  | Simon Yates              | Team Sky             | Darwin Atapuma                      |
| 19                  | Edvald Boasson Hagen | Chris Froome                     | Michael Matthews                  | Warren Barguil                  | Simon Yates              | Team Sky             | Jens Keukeleire                     |
| 20                  | Maciej Bodnar        | Chris Froome                     | Michael Matthews                  | Warren Barguil                  | Simon Yates              | Team Sky             | žádné ocenění                       |
| 21                  | Dylan Groenewegen    | Chris Froome                     | Michael Matthews                  | Warren Barguil                  | Simon Yates              | Team Sky             | žádné ocenění                       |
| Konečné pořadí 2017 | Konečné pořadí 2017  | Celková klasifikace Chris Froome | Bodovací soutěže Michael Matthews | Vrchařská soutěž Warren Barguil | Mladý jezdec Simon Yates | Soutěž týmů Team Sky | Nejaktivnější jezdec Warren Barguil |

## Výsledky etap

### 1. etapa
Düsseldorf – Düsseldorf (14 km)
První etapa se jela 1. července v německém Düsseldorfu. Jednalo se o 14 km dlouhou časovku. Etapu vyhrál Brit Geraint Thomas. Nejlepším českým závodníkem byl 31. Zdeněk Štybar.

### 2. etapa
Düsseldorf – Lutych (203,5 km)
Druhá etapa se jela 2. července z německém Düsseldorfu do belgického Lutychu. Jednalo se o rovinatou etapu se dvěma vrcholy 4. kategorie. Ve spurtu vyhrál Němec Marcel Kittel před druhým Démarem.

### 3. etapa
Verviers – Longwy (212,5 km)
Třetí etapa se jela 3. července z belgického Verviers přes Lucembursko až do francouzského Longwy. Ve spurtu zvítězil Slovák Peter Sagan před Australanem Matthewsem.

### 4. etapa
Verviers – Longwy (212,5 km)
Čtvrtá etapa se jela 4. července z lucemburského Mondorf-Les-Bains do francouzského Vittelu. Ve spurtu zvítězil Francouz Arnaud Démare.

### 5. etapa
Vittel – La Planche des Belles Filles (160,5 km)
Pátá etapa se jela 5. července z Vittelu na Planinu krásných dívek (francouzsky La Planche des Belles Filles). V etapě byl 1 vrchol 3. kategorie a cíl byl na vrcholu 1. kategorie. Zvítězil Ital Fabio Aru před Irem Martinem.

### 6. etapa
Vesoul – Troyes (216 km)
Šestá etapa se jela 6. července z Vesoulu do Troyes. V etapě byly 2 vrcholy 4. kategorie. Ve spurtu zvítězil Němec Marcel Kittel před Francouzem Démarem.

### 7. etapa
Troyes – Nuits-Saint-Georges (213,5 km)
Sedmá etapa se jela 7. července z Troyes do Nuits-Saint-Georges. V etapě byl 1 vrchol 4. kategorie. Ve spurtu zvítězil Němec Marcel Kittel před Norem Boassonem Hagenem.

### 8. etapa
Dole – Station des rousses (187,5 km)
Osmá etapa se jela 8. července z Dole do Station des rousses. V etapě byl 1 vrchol 3. kategorie, 1 vrchol 2. kategorie a 1 vrchol 1. kategorie. Zvítězil Francouz Lilian Calmejane. Na pátém místě dojel Roman Kreuziger.

### 9. etapa
Nantua – Chambéry (187,5 km)
Královská devátá etapa se jela 9. července z Nantuy do Chambéry. V etapě byl 1 vrchol 4. kategorie, 2 vrcholy 3. kategorie, 1 vrchol 2. kategorie a 3 vrcholy extra kategorie. Zvítězil Kolumbijec Rigoberto Uran. Náročnou etapu nedokončilo 12 jezdců. Pět jich odstoupilo kvůli zranění (Thomas, který ze začátku TdF vedl celkové pořadí, Porte, Mori, Gesink a van Emden) a 7 jich nestihlo časový limit vymezený na etapu (mezi nimi např. starší bratr Petera Sagana Juraj nebo Démare, vítěz etapy a bývalý nositel zeleného trikotu)

### 10. etapa
Périgueux – Bergerac (178 km)
Desátá etapa se jela 11. července z Périgeux do Bergeracu. V etapě byly 2 vrchol 4. kategorie. Ve spurtu zvítězil Němec Marcel Kittel před Degenkolbem.

### 11. etapa
Eymet – Pau (203,5 km)
Jedenáctá etapa se jela 12. července z Eymet do Pau. V etapě byl 1 vrchol 4. kategorie. Ve spurtu zvítězil Němec Marcel Kittel před Groenewegenem.

### 12. etapa
Pau – Peyragudes (214,5 km)
Dvanáctá etapa se jela 13. července z Pau do Peyragues. V etapě byl 1 vrchol 4. kategorie, 2 vrcholy 2. kategorie, 2 vrcholy 1. kategorie a 1 vrchol extra kategorie. Zvítězil Francouz Romain Bardet. V etapě ztratil lídr Chris Froome a do žlutého se tak oblékl Fabio Aru.

### 13. etapa
Saint-Girons – Foix (101 km)
Třináctá etapa se jela 14. července ze Saint-Girons do Foix. V etapě byly 3 vrcholy 1. kategorie. Zvítězil Francouz Warren Barguil.

### 14. etapa
Blagnac – Rodez (181,5 km)
Čtrnáctá etapa se jela 15. července z Blagnacu do Rodez. V etapě byly 2 vrcholy 3. kategorie. Ve spurtu zvítězil Australan Michael Matthews před van Avermaetem. V etapě ztratil lídr závodu Fabio Aru, do žlutého se tak vrátil Chris Froome